# 奇异粒子
奇异粒子是一类亚原子粒子的统称。与奇异粒子相对的是普通粒子，包括质子、中子、π介子等普通的强子和轻子。1947年罗彻斯特（G. D. Rochester）和巴特勒（C.C.Butler，1922-）在宇宙射线中发现了Λ0、Κ0、Κ+等一些性质奇特的粒子。1953年在加速器中又陆续发现了更多的奇异粒子。与普通粒子不同，奇异粒子总是在强相互作用中很快地、至少两个一起同时产生，而后分别通过弱相互作用慢慢地衰变成为非奇异的粒子。
1953年，美国物理学家盖耳曼、日本物理学家中野董夫、西岛和彦（K.Nishijima）各自独立地提出用新的量子数——奇异数解释奇异粒子的性质。奇异数只能去取整数，并且规定普通粒子的奇异数是0，奇异粒子的奇异数由以下反应规定：
{\displaystyle \pi ^{-}+p\rightarrow \Lambda ^{0}+K^{0}}
规定{\displaystyle K^{0}}粒子的奇异数是+1，{\displaystyle \Lambda ^{0}}的奇异数是-1，然后由其它反应确定其余粒子的奇异数。
- 奇异数S=+1的奇异粒子有Κ0、Κ+等。
- 奇异数S=-1的奇异粒子有Κ-、Λ0、Σ+、Σ-、Σ0等。
- 奇异数S=-2的奇异粒子有Ξ0、Ξ-等。
- 奇异数S=-3的奇异粒子有Ω-等。

在强相互作用中，奇异粒子协同产生，奇异数S是严格守恒的。奇异粒子可以分别独立地衰变成几个普通粒子，所需的时间比较长，是通过弱相互作用实现的。弱相互作用中，奇异数S可以不守恒，ΔS=0,±1。

## 参阅
- 奇异数